# Ole Stenen
Ole Stenen, född 29 augusti 1903, död 23 april 1975, var en norsk utövare av nordisk kombination och längdåkare som tävlade under slutet av 1920-talet och början av 1930-talet.
Stenen debuterade vid VM 1929 i Zakopane där han slutade på andra plats i nordisk kombination. Hans största merit kom vid VM 1931 där han vann 50 kilometer i längdåkning. Stenen deltog i OS 1932 där han tog silver i Nordisk kombination. Hans sista mästerskap blev VM 1934 i Sollefteå där han slutade på fjärde plats i nordisk kombination.
1931 mottog Stenen Holmenkollenmedaljen.